# Charles Fancutt
Charles Fancutt, detto Charlie (Brisbane, 17 giugno 1959), è un ex tennista australiano.
Anche suo fratello Michael è stato un tennista.

## Carriera
In carriera ha raggiunto nel doppio la 94ª posizione della classifica ATP, mentre nel singolare ha raggiunto il 123º posto. Nei tornei del Grande Slam ha ottenuto il suo miglior risultato raggiungendo le semifinali di doppio misto all'Open di Francia nel 1984, in coppia con la francese Marie-Christine Calleja.